# Игра по ноти
„Игра по ноти“ (на английски: Be Cool) е американска криминална комедия от 2005 г., адаптация на едноименния роман на Елмор Ленард. Филмът е продължение на „Игра на пари“.
Работата по филма започва през 2003 г. Режисьор е Ф. Гари Грей, продуцент е Дани Де Вито (който участва и в оригинала). Другите роли са поверени на Джон Траволта, Ума Търман, Винс Вон, Стивън Тайлър, Кристина Милиан, Харви Кайтел и Дуейн Джонсън. Комедията е вторият съвместен филм на Траволта и Вон след „Семеен сблъсък“.
Филмът е пуснат по кината в САЩ на 4 март 2005 г., като получава предимно отрицателни отзиви от критиката.